# Xian de Zayü
Le xian de Zayü (tibétain : རྫ་ཡུལ་རྫོང་, Wylie : rdza yul rdzong ; 察隅县 ; pinyin : Cháyú Xiàn) est un district administratif de la région autonome du Tibet en Chine. Il est placé sous la juridiction de la préfecture de Nyingchi.

## Démographie
La population du district était de 25 822 habitants en 1999.
La ville de Mainkung comptait 11 310 habitants en 2000.